# Immunoterapia

Il diagramma sopra rappresenta il processo di terapia con cellule T del recettore dell'antigene chimerico (CAR), un metodo di immunoterapia, pratica crescente nel trattamento del cancro. Il risultato finale dovrebbe essere una produzione di cellule T equipaggiate in grado di riconoscere e combattere le cellule tumorali infette nel corpo. (1) Le cellule T (rappresentate da oggetti etichettati come 't') vengono rimosse dal sangue del paziente. (2) In laboratorio, il gene che codifica per i recettori specifici dell'antigene viene incorporato nelle cellule T. (3) Produce così i recettori CAR (etichettati come c) sulla superficie delle cellule. (4) Le cellule T appena modificate vengono successivamente raccolte e coltivate in laboratorio. (5) =Dopo un certo periodo di tempo, le cellule T ingegnerizzate vengono nuovamente infuse nel paziente.

Immunoterapia o terapia biologica è il trattamento della malattia mediante l'attivazione o la soppressione del sistema immunitario. Immunoterapie progettate per suscitare o amplificare la risposta immunitaria sono classificati come l'attivazione di immunoterapie, mentre immunoterapie per ridurre o sopprimere sono classificati come terapie di immunodepressione.
Negli ultimi anni, l'immunoterapia è diventata di grande interesse per ricercatori, clinici e aziende farmaceutiche, in particolare nella sua promessa di trattare varie forme di cancro.
I regimi immunomodulatori hanno spesso un minor numero di effetti collaterali rispetto ai farmaci esistenti, incluso un minor potenziale di resistenza nel trattamento delle malattie microbiche.
Le immunoterapie a base cellulare sono efficaci per alcuni tumori. Le cellule effettrici immunitarie come linfociti, macrofagi, cellule dendritiche, cellule killer naturali (cellule NK), linfociti T citotossici (CTL), ecc., lavorano insieme per difendere il corpo dal cancro colpendo gli antigeni anomali espressi sulla superficie delle cellule tumorali.
Terapie come il fattore stimolante le colonie di granulociti (G-CSF), interferoni, imiquimod e frazioni di membrana cellulare da batteri sono concesse in licenza per uso medico. Altri, inclusi IL-2, IL-7, IL-12, varie chemochine, citosina fosfato-guanosina sintetica (CpG), oligodeossinucleotidi e glucani sono coinvolti in studi clinici e preclinici.

## Immunomodulatori
Gli immunomodulatori sono gli agenti attivi dell'immunoterapia. Sono una vasta gamma di preparati ricombinanti, sintetici e naturali. 
| Classe                                     | Agenti di esempio                                                    |
| ------------------------------------------ | -------------------------------------------------------------------- |
| Interleuchine                              | IL-2, IL-7, IL-12                                                    |
| Citochine                                  | Interferoni, G-CSF                                                   |
| Chemochine                                 | CCL3, CCL26, CXCL7                                                   |
| Farmaci immunomodulanti per l'imide (IMiD) | Talidomide e suoi analoghi (lenalidomide, pomalidomide e apremilast) |
| Altro                                      | Citosina fosfato-guanosina, oligodeossinucleotidi, glucani           |

## Immunoterapie di attivazione

### Cancro
Il trattamento del cancro era solito concentrarsi sull'uccisione o la rimozione di cellule tumorali e tumori, con chemioterapia, chirurgia o radiazioni. Questi trattamenti possono essere molto efficaci e in molti casi vengono ancora utilizzati. Nel 2018 il premio Nobel per la medicina è stato assegnato a James P. Allison e Tasuku Honjo "per la loro scoperta della terapia del cancro mediante l'inibizione della regolazione immunitaria negativa". L'immunoterapia antitumorale tenta di stimolare il sistema immunitario a distruggere i tumori. Sono in uso varie strategie o sono in fase di ricerca e sperimentazione. Sono stati riportati studi controllati randomizzati su diversi tumori che hanno comportato un aumento significativo della sopravvivenza e del periodo libero da malattia e la sua efficacia è aumentata del 20-30% quando l'immunoterapia a base cellulare è combinata con metodi di trattamento convenzionali.
Una delle forme più antiche di immunoterapia del cancro è l'uso del bacillo di Calmette-Guérin, che originariamente era il vaccino contro la tubercolosi e in seguito si è rivelato utile nel trattamento del cancro alla vescica. L'uso di anticorpi monoclonali nella terapia del cancro è stato introdotto per la prima volta con l'anticorpo anti-CD20 rituximab e poiché tali anticorpi attivano vari componenti del sistema immunitario, dovrebbero essere considerati potenzialmente immunomodulatori.
La terapia si basa sull'estrazione dei linfociti G-CSF dal sangue e l'espansione in vitro contro un antigene tumorale prima di reintegrare le cellule con appropriate citochine stimolanti. Le cellule quindi distruggono le cellule tumorali che esprimono l'antigene. L'immunoterapia topica utilizza una crema di potenziamento immunitario (imiquimod) che produce interferone, causando la distruzione delle verruche da parte delle cellule T killer del ricevente, cheratosi solari, carcinoma basocellulare, neoplasia vaginale intraepiteliale, carcinoma a cellule squamose, linfoma cutaneo, e melanoma maligno superficiale. L'immunoterapia per iniezione ("intralesionale" o "intratumorale") utilizza la parotite, la candida, il vaccino HPV o le iniezioni di antigene tricofitina per trattare le verruche (tumori indotti dall'HPV).
Il trasferimento di cellule adottive è stato testato su tumori polmonari e altri tumori, con il massimo successo ottenuto nel melanoma.

#### Pompa a innesco a base di cellule dendritiche
Le cellule dendritiche possono essere stimolate per attivare una risposta citotossica verso un antigene. Le cellule dendritiche, un tipo di cellula presentante l'antigene, vengono raccolte dalla persona che necessita dell'immunoterapia. Queste cellule vengono quindi pulsate con un antigene o un lisato tumorale o trasfettate con un vettore virale, inducendole a riconoscere l'antigene. Dopo trasfusione nella persona, queste cellule attivate presentano l'antigene ai linfociti effettori (cellule T helper CD4 +, cellule T CD8 + citotossiche e cellule B). Ciò avvia una risposta citotossica contro le cellule tumorali che esprimono l'antigene (rispetto al quale è stata innescata la risposta adattativa). Il vaccino Sipuleucel-T contro il cancro è un esempio di questo approccio.

#### Trasferimento adottivo a cellule T
Adottivo di trasferimento di cellule in vitro coltiva autologo, estratti di cellule T per la successiva trasfusione.
In alternativa, le cellule T geneticamente modificate vengono create raccogliendo le cellule T e quindi infettando le cellule T con un retrovirus che contiene una copia di un gene del recettore delle cellule T (TCR) specializzato nel riconoscimento degli antigeni tumorali. Il virus integra il recettore nel genoma delle cellule T. Le cellule vengono espanse in modo non specifico e/o stimolate. Le cellule vengono quindi reinfuse e producono una risposta immunitaria contro le cellule tumorali. La tecnica è stata testata su melanomi metastatici refrattari allo stadio IV e carcinoma cutaneo avanzato.
Se le cellule T sono geneticamente modificate o meno, prima della reinfusione, è necessaria la linfodeplezione del destinatario per eliminare le cellule T regolatorie così come modificate, linfociti endogeni che sono in concorrenza con il trasferimento. La linfodeplezione può essere raggiunto da trapianto di cellule staminali, chemioterapia, per cui irradiazione totale del corpo possono essere aggiunti per una maggiore effetto. Trasferire le cellule moltiplicate in vivo e persisteva nel sangue periferico, in molte persone, che a volte rappresentano i livelli di 75% di tutte le cellule CD8+ T cellule 6-12 mesi dopo l'infusione. Al 2012 studi clinici per il trattamento del melanoma metastatico sono in corso in diversi siti. Le risposte cliniche per il trasferimento adottivo di cellule T sono state osservate in pazienti con melanoma metastatico resistente a più immunoterapie.

## Terapia di potenziamento immunitario
La terapia di potenziamento immunitario autologo utilizza cellule killer naturali derivate dal sangue di una persona, linfociti T citotossici, cellule epiteliali e altre cellule immunitarie rilevanti che vengono espanse in vitro e quindi reinfuse. La terapia è stata testata contro l'epatite C, la sindrome da affaticamento cronico e l'infezione da HHV6.

## Immunoterapie di soppressione
La soppressione immunitaria smorza una risposta immunitaria anormala nelle malattie autoimmuni o riduce una normale risposta immunitaria per prevenire il rigetto di organi o cellule trapiantate.

### Farmaci immunosoppressori
I farmaci immunosoppressori aiutano a gestire il trapianto di organi e le malattie autoimmuni. Le risposte immunitarie dipendono dalla proliferazione dei linfociti. I farmaci citostatici sono immunosoppressori. I glucocorticoidi sono inibitori in qualche modo più specifici dell'attivazione dei linfociti, mentre gli inibitori delle immunofiline prendono di mira più specificamente l'attivazione dei linfociti T. Gli anticorpi immunosoppressori colpiscono i passaggi della risposta immunitaria. Altri farmaci modulano le risposte immunitarie.

### Tolleranza immunitaria
Il corpo normalmente non lancia un attacco del sistema immunitario sui propri tessuti. Le terapie di tolleranza immunitaria cercano di ripristinare il sistema immunitario in modo che il corpo smetta di attaccare erroneamente i propri organi o cellule nella malattia autoimmune o accetti tessuti estranei nel trapianto di organi. La creazione dell'immunità riduce o elimina la necessità di immunosoppressione permanente e degli effetti collaterali associati. È stato testato su trapianti e diabete di tipo 1 o altri disturbi autoimmuni.

### Allergie
L'immunoterapia è usata per trattare le allergie. Mentre i trattamenti allergici (come antistaminici o corticosteroidi) trattano i sintomi allergici, l'immunoterapia può ridurre la sensibilità agli allergeni, diminuendone la gravità.
L'immunoterapia può produrre benefici a lungo termine. L'immunoterapia è in parte efficace in alcune persone e inefficace in altre, ma offre ai soggetti allergici la possibilità di ridurre o arrestare i loro sintomi.
La terapia è indicata per le persone che sono estremamente allergiche o che non possono evitare allergeni specifici. L'immunoterapia non è generalmente indicata per allergie alimentari o medicinali. Questa terapia è particolarmente utile per le persone con rinite allergica o asma.
La prima dose contiene piccole quantità di allergene o antigene. I dosaggi aumentano nel tempo, man mano che la persona diventa desensibilizzata. Questa tecnica è stata testata su neonati per prevenire allergie alle arachidi.

### Eventi avversi
Sebbene l’immunoterapia si stia dimostrando promettente, può provocare reazioni avverse ed effetti non voluti (eventi avversi). Questi problemi possono coinvolgere il sistema endocrino e in particolar modo la tiroide, le paratiroidi, l’ipofisi, il surrene e il pancreas, provocando ipotiroidismo, ipertiroidismo, oftalmopatia tiroidea, ipoparatiroidismo, ipofisite, insufficienza surrenalica o iperglicemia. In Italia, l'Associazione Italiana di Oncologia Medica (AIOM), l'Associazione Medici Diabetologi (AMD), la Società Italiana di Diabetologia (SID), la Società Italiana di Endocrinologia (SIE) e la Società Italiana Farmacologia (SIF), hanno rilasciato un documento condiviso nel quale viene indicata una checklist per la valutazione endocrino-metabolica dei pazienti oncologici trattati con immunoterapia.

## Terapie elmintiche
Un verme analogo a Trichuris trichiura ma infestante i suini (Trichuris suis) e "hookworm" (Necator americanus) sono stati testati per malattie immunologiche e allergie. La terapia elmintica è stata studiata come trattamento per la sclerosi multipla recidivante remittente, malattia di Crohn, e asma. Il meccanismo di come gli elminti modulano la risposta immunitaria non è noto. I meccanismi ipotizzati comprendono la ripolarizzazione della risposta Th1/Th2 e la modulazione della funzione cellulare dendritica. Gli elminti verso il basso regolano le citochine Th1 pro-infiammatorie, interleuchina-12 (IL-12), interferone-gamma (IFN-γ) e Tumor Necrosis Factor-Alpha (TNF-ά), promuovendo nel contempo la produzione di citochine normative Th2 come IL-10, IL-4, IL-5 e IL-13.
La coevoluzione con elminti ha modellato alcuni dei geni associati all'espressione dell'interleuchina e ai disturbi immunologici, come Crohn, rettocolite ulcerosa e celiachia. La relazione di Helminth con gli umani come ospiti dovrebbe essere classificata come mutualistica o simbiotica.